# لنارث، کردیگیون
لنارث (به انگلیسی: Llanarth) یک منطقهٔ مسکونی در بریتانیا است که در کردیگیون واقع شده‌است. لنارث ۱٬۶۱۶ نفر جمعیت دارد.